# Valse d'amour (film, 1990)
Pour les articles homonymes, voir Valse d'amour.
Pour plus de détails, voir Fiche technique et Distribution.
Valse d'amour (titre original : Tolgo il disturbo, traduction : J'arrête de vous importuner) est un film italien réalisé par Dino Risi, sorti en 1990.

## Synopsis
En Italie, la loi 180 du 13 mai 1978 supprime la détention des malades mentaux en hôpital psychiatrique. Après dix-huit ans passés en hôpital psychiatrique, Augusto Scribani revient chez lui. Là vivent sa belle-fille et son amant, la fille de ce dernier ainsi que sa propre petite fille, Rosa. Mal acceptée par les adultes, il parvient à nouer une relation de grande complicité avec Rosa. Mais à la suite de ses gaffes et de ses provocations, sa belle-fille voudrait le faire enfermer à nouveau. Il s'enfuit alors chez son ami Alcide, un ex interné, qui vit avec Ines, une sémillante prostituée. Rosa parvient à les rejoindre mais elle est recherchée par la police. Les deux hommes sont arrêtés. Six mois plus tard Augusto rencontre à nouveau Rosa qui est pensionnaire dans une école à Stresa.

## Fiche technique
- Titre : Valse d'amour
- Titre original : Tolgo il disturbo
- Réalisation : Dino Risi
- Scénario : Dino Risi, Bernardino Zapponi et Enrico Oldoini
- Photographie : Blasco Giurato
- Montage : Alberto Gallitti
- Producteurs : Pio Angeletti, Adriano De Micheli et Massimo Guizzi
- Société de production : Dean Film
- Musique : Francis Lai
- Photographie : Blasco Giurato
- Montage : Alberto Gallitti
- Pays d'origine : Italie
- Format : Couleurs - 1,85:1 - Dolby Digital - 35 mm
- Genre : Drame
- Durée : 94 minutes
- Date de sortie :
  -  Italie : mars 1990
  -  France : 18 novembre 1992

## Distribution
- Vittorio Gassman : Augusto Scribani
- Dominique Sanda : Carla
- Eva Grimaldi : Ines, la prostituée en ménage avec Alcide
- Firmine Richard : Anita, la bonne
- Veronica Dei : Deborah
- Monica Scattini : Margherita
- Maurizio Fardo : Giorgio
- Valentina Holtkamp : Rosa
- Elliott Gould : Alcide, un fou ami d'Augusto

## Autour du film
- La petite Valentina Holtkamp qui joue le rôle de Rosa est née en 1978 à Berlin[1]. Elle avait 11 ans au moment du tournage.